# Mörtsjön (Lilla Malma socken, Södermanland)
Mörtsjön är en sjö i Flens kommun i Södermanland och ingår i Nyköpingsåns huvudavrinningsområde. Sjön har en area på 0,0522 kvadratkilometer och ligger 42,3 meter över havet.

## Delavrinningsområde
Mörtsjön ingår i det delavrinningsområde (655871-155452) som SMHI kallar för Utloppet av Östersjön. Medelhöjden är 47 meter över havet och ytan är 4,3 kvadratkilometer. Det finns inga avrinningsområden uppströms utan avrinningsområdet är högsta punkten. Vattendraget som avvattnar avrinningsområdet har biflödesordning 4, vilket innebär att vattnet flödar genom totalt 4 vattendrag innan det når havet efter 82 kilometer. Avrinningsområdet består mestadels av skog (43 procent), öppen mark (14 procent) och jordbruk (31 procent). Avrinningsområdet har 0,9 kvadratkilometer vattenytor vilket ger det en sjöprocent på 2,2 procent. Bebyggelsen i området täcker en yta av 1,38 kvadratkilometer eller 3 procent av avrinningsområdet.